# هجوم جنوب دمشق (يناير–فبراير 2018)
بدأ هجوم جنوب دمشق (يناير–فبراير 2018) في 5 يناير 2018 حيث حاول مقاتلو جيش الإسلام التسلل إلى مواقع داعش داخل البساتين الواقعة بين يلدا والحجر الأسود إلى الجنوب مباشرة من مدينة دمشق. وأسفر ذلك عن سقوط عدد من الضحايا، وعلى هذا النحو، وبعد ذلك بأسبوع، في 12 يناير، شنت قوات الصاعقة التابعة لتنظيم الدولة الإسلامية في العراق والشام هجوما مضادا على حي الزين في يلدا، مما أدى إلى وقوع اشتباكات عنيفة، مما أدى في نهاية المطاف إلى الاستيلاء على عدة مبان في المنطقة. في 22 يناير، حقق تنظيم الدولة الإسلامية في العراق والشام مزيدا من التقدم في حي التقدم في الحجر الأسود، فانتهى تنظيم الدولة الإسلامية في العراق والشام حتى هذا التاريخ بالسيطرة على 3/4 من مخيم اليرموك، وأغلبية الحجر الأسود، والقدم، والتضامن، وجزء كبير من المحور الشرقي ليلدا. تواصل القتال مع استمرار قوات تنظيم الدولة الإسلامية في العراق والشام في تقدمها ضد الجماعات المسلحة الأخرى في وقت لاحق من يناير، مع وجود أغلبية في الشارع بين يلدا وببيلا فضلا عن بعض المكاسب التي تحققت داخل منطقة التضامن. بحلول 27 يناير، كان تنظيم الدولة الإسلامية في العراق والشام يسيطر على كل الحجر الأسود تقريبا بعد اختراق آخر خطوط الدفاع وكان على وشك الدخول إلى بلدة يلدا، وفي الوقت نفسه، تم الاستيلاء على مناطق أخرى في منطقة اليرموك.
وتمكن مقاتلو تنظيم الدولة الإسلامية في العراق والشام من تحقيق اختراق مع الاستيلاء على حي حيفا الواقع في منطقة مخيم اليرموك خلال مناوشات قصيرة مع مسلحي هيئة تحرير الشام في 13 فبراير. وبحلول 16 فبراير، كان كل جانب قد أوقع نحو 100 إصابة في بعضها البعض. كان تنظيم الدولة الإسلامية في العراق والشام قد استولى أيضا على شارع حيفا وحي المليون والمشروع في مخيم اليرموك، في حين تراجع مقاتلو هيئة تحرير الشام إلى مواقعهم التي يمكن الدفاع عنها نهائيا في ساحة الريجة، التي تعرضت لهجوم من تنظيم الدولة الإسلامية في العراق والشام في 17 فبراير. تواصلت الاشتباكات في المناطق الحضرية في 20 فبراير بين وحدات تنظيم الدولة الإسلامية في العراق والشام وهيئة تحرير الشام غرب مخيم اليرموك، حيث سيطرت قوات الصاعقة التابعة لتنظيم الدولة الإسلامية في العراق والشام على مبنى مسجد الوسيم. وفي اليوم نفسه، ذكر المصدر نيوز أن هيئة تحرير الشام قد توسطت في إبرام اتفاق مع الحكومة السورية لتأمين نقل 160 مدنيا من بلدتي الفوعة وكفريا المحاصرتين داخل محافظة إدلب، مقابل المرور الآمن لمقاتلي هيئة تحرير الشام وأفراد أسرهم من مخيم اليرموك إلى إدلب.

## أعقابه
في 10 مارس، هدد تنظيم الدولة الإسلامية في العراق والشام بقتل أي من المتمردين الذين يخلون من المنطقة بعد أن منحت الحكومة السورية الجماعات المتمردة مهلة مدتها 48 ساعة للعفو عن ترك جميع المعدات الثقيلة وإما الذهاب إلى محافظة إدلب أو تسوية قضاياهم مع الحكومة السورية.
وفي 13 مارس بدأ تنظيم الدولة الإسلامية في مهاجمة مواقع عسكرية سورية غرب مخيم اليرموك في حين قام المتمردون في القدام بإخلاء مواقعهم. وخلال الاشتباكات بين الجيش السوري وتنظيم الدولة الإسلامية في العراق والشام في القدم، حاولت جماعات المعارضة اختراق خطوط تنظيم الدولة الإسلامية في العراق والشام، ولكنها فشلت في ذلك.